# Martirio dei Diecimila

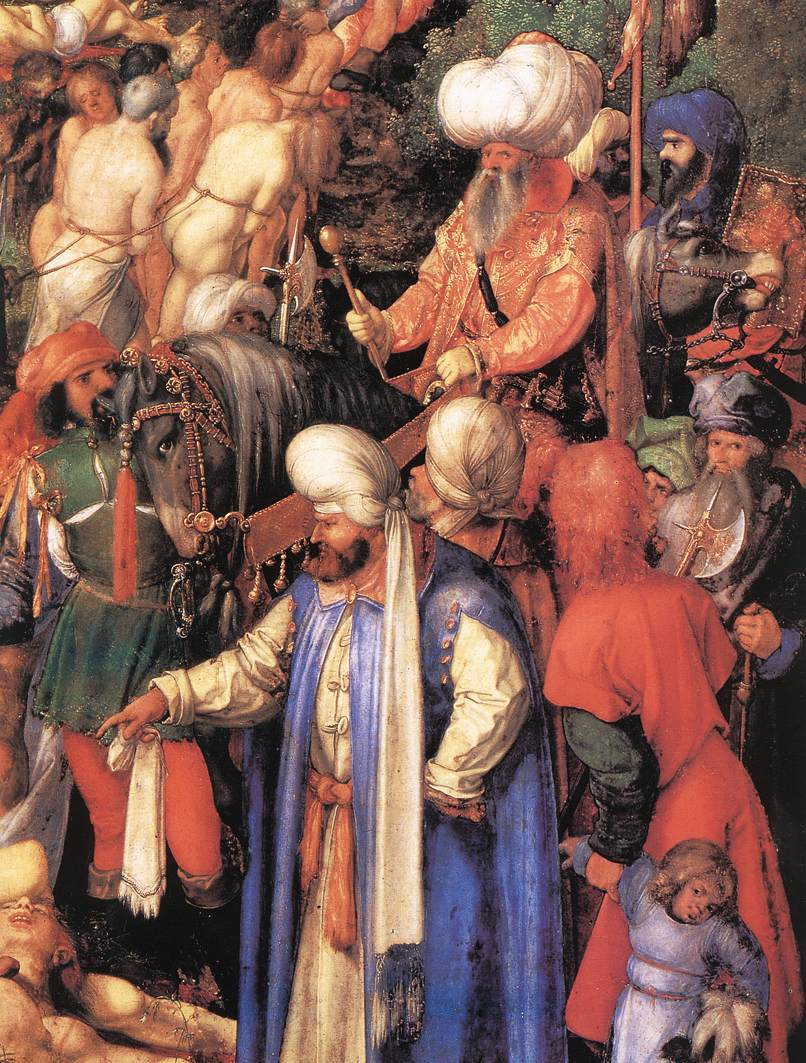
Dettaglio col re persiano

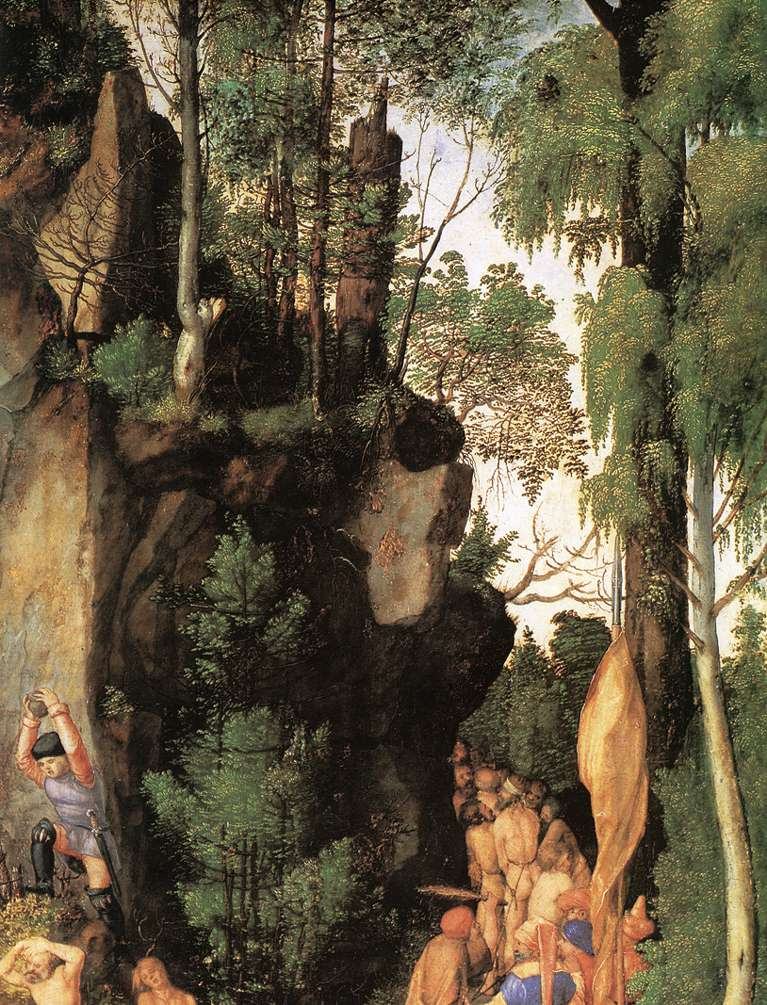
Dettaglio con la foresta

Il Martirio dei Diecimila è un dipinto a olio su tavola trasferito su tela (99x87 cm) di Albrecht Dürer, firmato e datato 1508, e conservato nel Kunsthistorisches Museum a Vienna. L'opera è firmata su un cartellino appeso a un bastone che tiene l'autoritratto dell'artista al centro: "Iste fatiebat Ano Domini 1508 Albertus Dürer Aleman".

## Storia
L'opera venne commissionata da Federico il Saggio, fedele mecenate dell'artista fin dal 1496. Il soggetto venne scelto dallo stesso committente, appassionato collezionista di reliquie, tra cui alcuni del Diecimila martiri.
L'artista aveva già trattato questo soggetto in una xilografia di una decina d'anni prima, ma in questo lavoro eliminò alcuni particolari raccapriccianti, come il supplizio del vescovo Acazio a cui venivano cavati gli occhi con un trapano, sostituito dalle crocifissioni sulla sinistra, mentre il vescovo appare incatenato poco dietro.
L'opera è ripetutamente menzionata nel carteggio dell'artista con Jakob Heller di Francoforte. Per il dipinto Dürer venne pagato 280 fiorini.

## Descrizione e stile
Il dipinto mostra il leggendario martirio dei diecimila soldati cristiani avvenuto sul monte Ararat in Armenia, condotto dal re persiano Sapore I su ordine di Adriano e Antonino Pio o, secondo altre tradizioni, ai tempi di Diocleziano.
I carnefici indossano vistosi abiti alla ottomana, in una scena che viene dunque attualizzata dall'artista.
In una boscaglia tra radura e rupi si svolgono numerose scene di martirio, con un brulicare di personaggi in tutta la tavola: in primo piano si vedono scene di crocifissione, decapitazione, stritolamento con un martello, sotto il comando dei crudeli carnefici, tra cui il re persiano in groppa su un cavallo a destra, vestito da sultano. Nello sfondo si vedono gruppi di deportati fino al culmine di una rupe e da lì gettati tra rocce e arbusti spinosi, immagini di combattimento, di lapidazione, di percosse con grosse clave.
Al centro della concitata scena, vestiti di nero, si vedono due figure che sembrano passeggiare placidamente tra gli orrori: uno dei due è l'autoritratto del pittore che regge, a mo' di banderuola, la firma entro un'iscrizione attaccata a un bastone; l'altro è l'amico e umanista Konrad Celtis, morto pochi mesi prima.
Il generale senso di raccapriccio e i numerosi spunti grotteschi vengono attenuati dal colore vibrante e dalla ricchezza di dettagli che dà all'insieme l'aspetto di un'elegantissima miniatura, in cui la massa di personaggi si muove calibratamente come in un balletto. Solo soffermandosi sulle singole scene si può cogliere la tragicità degli eventi, ma la presenza dell'artista e dell'amico al centro, così tranquilli, nonché la placida descrizione della natura, non fanno che accrescere il senso di messa in scena, riuscendo a rendere piacevole un soggetto tanto macabro.

## Altre immagini

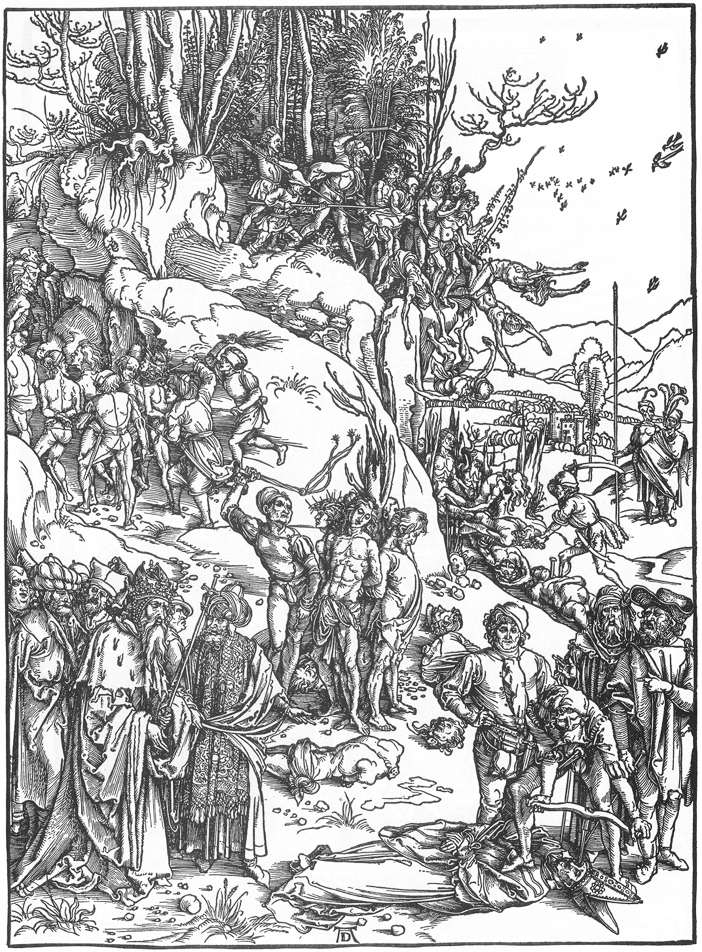
Xilografia del 1496 circa
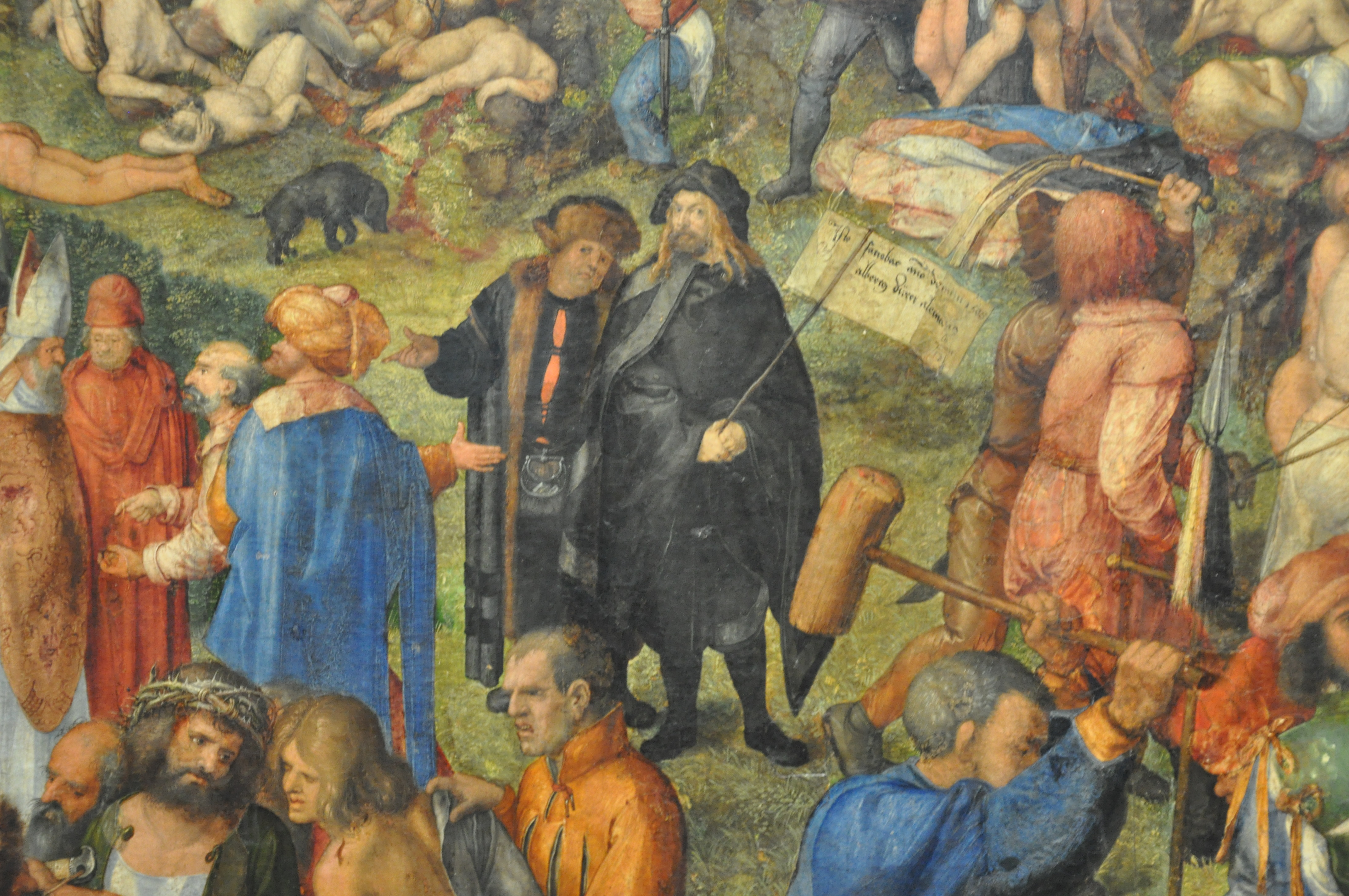
Dettaglio
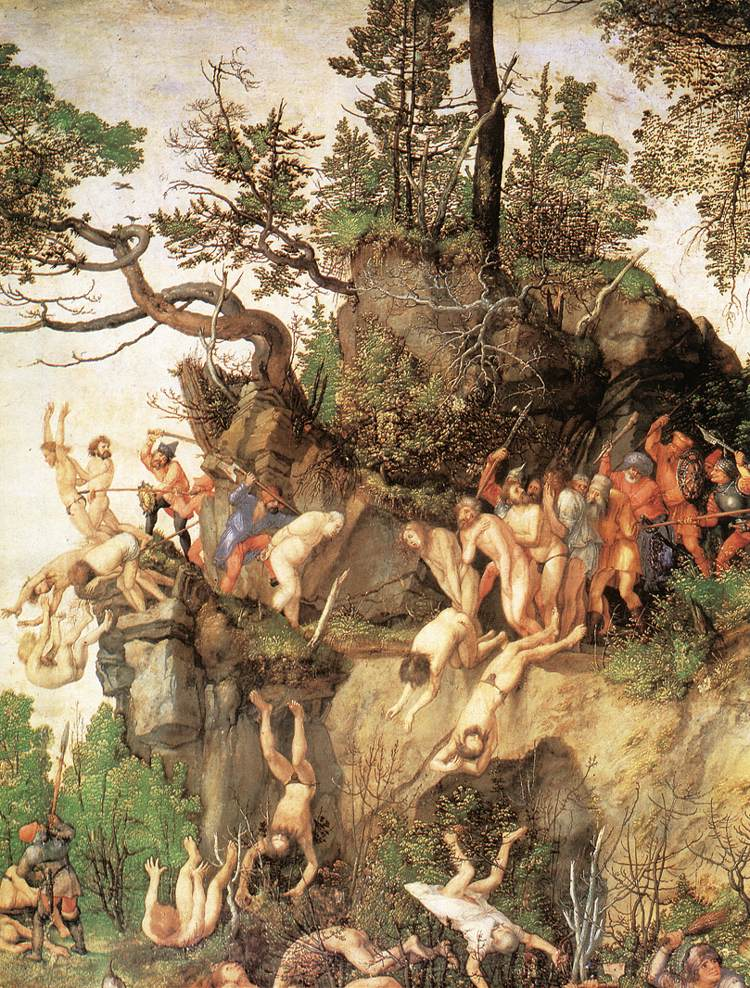
Dettaglio